# GE three-power boxcab
Die GE three-power boxcab war eine Baureihe dieselelektrischer Boxcab-Lokomotiven, die als Zweikraftlokomotiven zugleich rein elektrisch betrieben werden konnten. Die bei der American Locomotive Company (ALCO) gebauten Maschinen entstanden unter Mitwirkung von General Electric (GE) und waren die ersten ihrer Art. Da das Wort Diesel nach dem Ersten Weltkrieg in den USA verpönt war, wurden sie als „Oil battery electrics“ bezeichnet.

## Vorgeschichte
Die Gleise zum Endbahnhof Grand Central Station (seit 1913: Grand Central Terminal) im Stadtteil Manhattan von New York City lagen in einem vier Kilometer langen unterirdischen Abschnitt, aus dem die Behörden bereits 1902 den Dampfbetrieb verbannen wollten. Schlechte Sicht im dicht verräucherten Tunnel hatte im Februar jenes Jahres zu einem Eisenbahnunfall mit 15 Toten und 41 Verletzten geführt. Per Gesetz wurde die Umstellung auf elektrischen Betrieb bis zum 1. Juli 1908 gefordert.

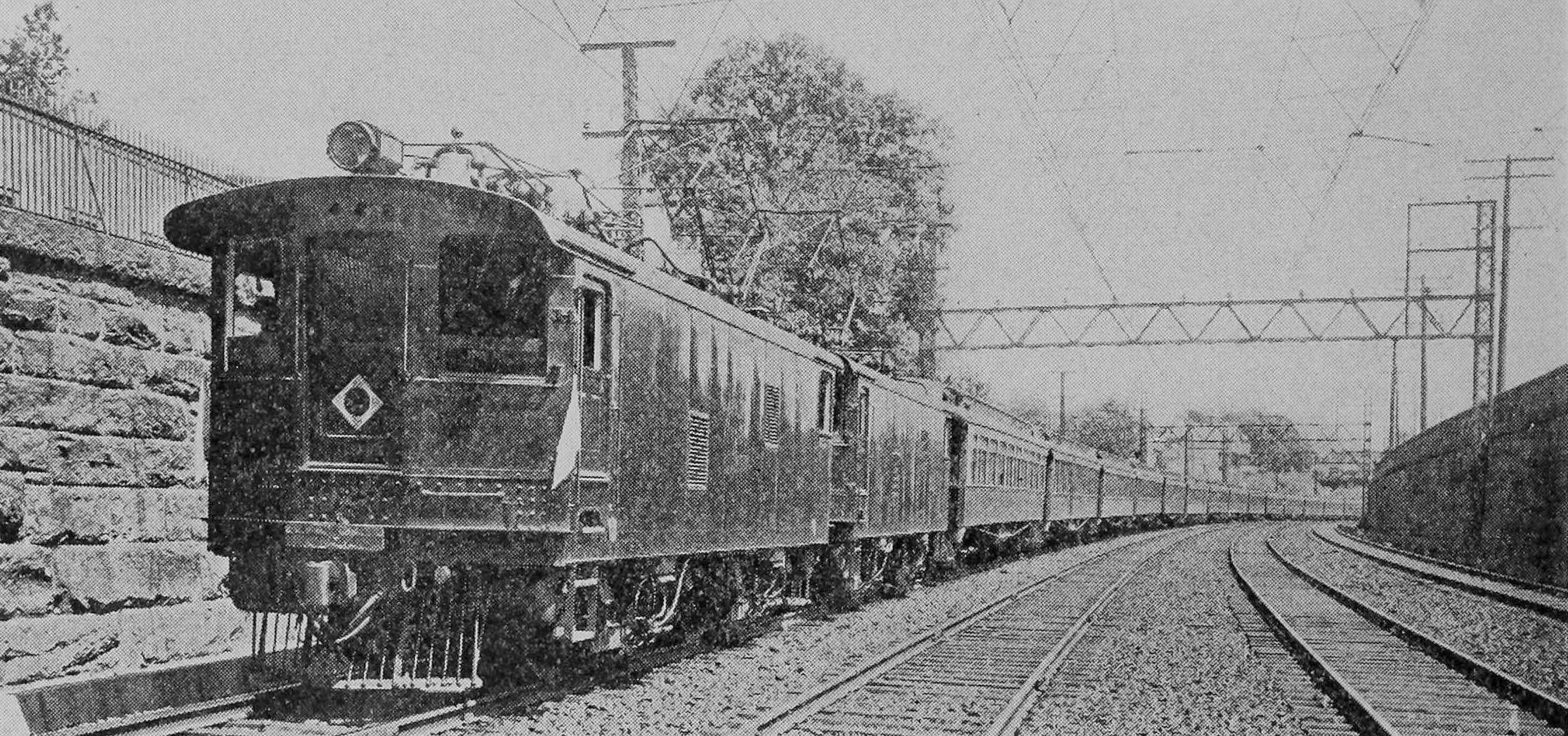
Reisezug der NYNH&HR mit einer Doppeltraktion EP-1-Lokomotiven

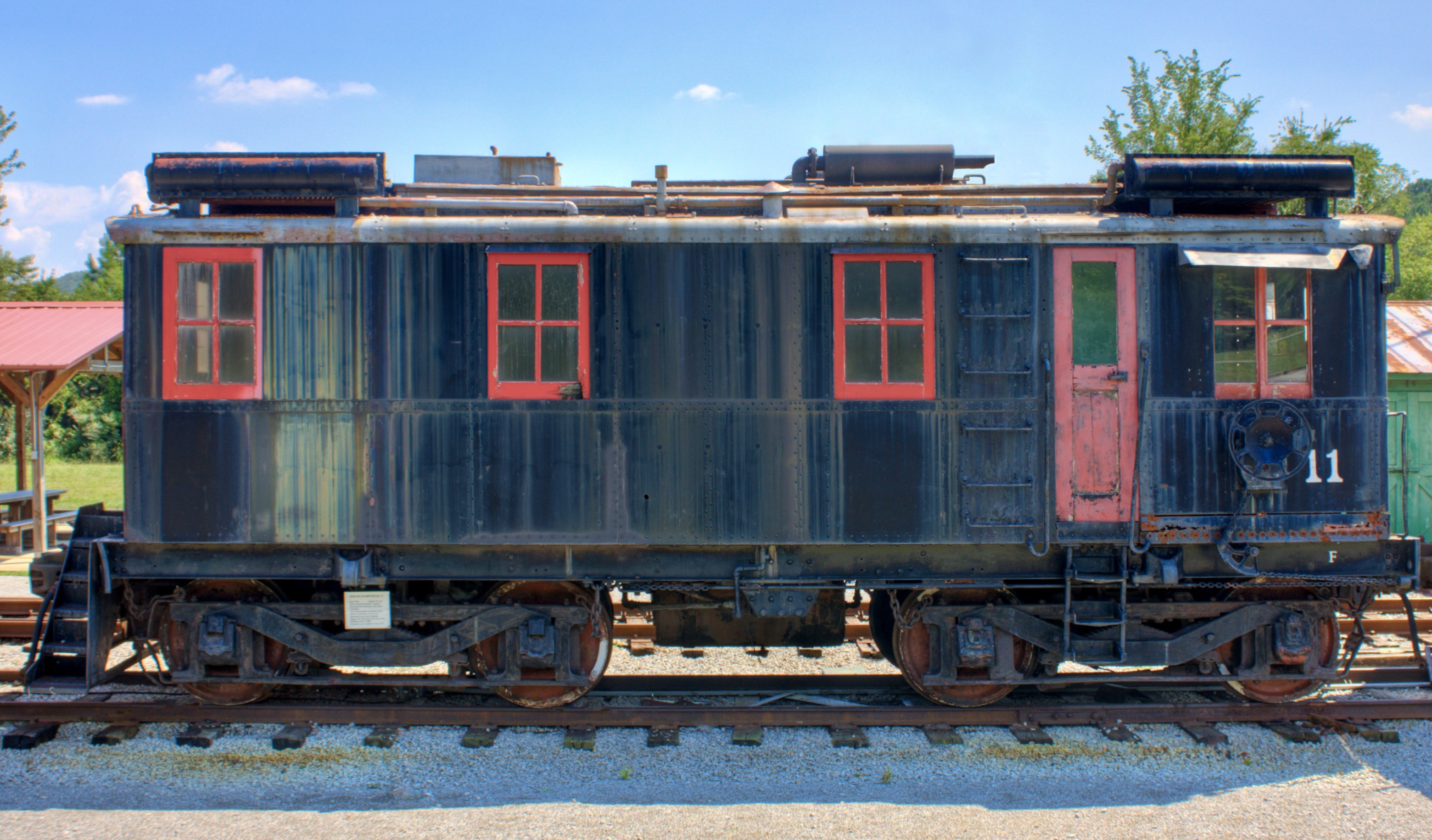
Elektrische Rangierlokomotive des Typs ALCO boxcab im North Alabama Railroad Museum

Angefahren wurde der Bahnhof von den Zügen der Eisenbahngesellschaft New York Central and Hudson River Railroad (NYC&HR, später in der New York Central Railroad aufgegangen), deren Gleise auch die New York, New Haven and Hartford Railroad (NYNH&HR) nutzte. Ende September 1906 war der erste Abschnitt zwischen Grand Central und High Bridge (Harlem) mit seitlichen Stromschienen und 650 V Gleichspannung elektrifiziert. Im Bahnhof High Bridge wurden die Lokomotiven gewechselt. Bis Anfang 1913 wurde das elektrische Netz auf eine Länge von rund 100 km ausgedehnt.
Um die großen New Yorker Bahnhöfe ohne Lokomotivwechsel erreichen zu können, beschafften die Gesellschaften Mehrsystemlokomotiven und -triebwagen für zwei oder sogar drei Stromsysteme. Ein frühes Beispiel hierfür ist die New Haven EP-1, von der zwischen 1905 und 1908 41 Loks gebaut wurden. Später bot sich aber auch die Möglichkeit, Diesellokomotiven entsprechend zu bauen. Schließlich handelte es sich – bei den bis dato nur als Rangierlokomotiven gebauten – Maschinen in den USA um dieselelektrische Fahrzeuge, deren Treibachsen von Elektromotoren bewegt wurden. ALCO und GE hatten bis 1925 mit den ALCO boxcabs solche Loks entwickelt, von denen bis 1928 33 Exemplare entstanden. Erste Zweikraftlokomotiven, die auch auf den im Tunnel liegenden Gleisen des Grand Central Terminals eingesetzt werden konnten, waren die von diesen Herstellern gebauten Three-power boxcabs.

## Geschichte

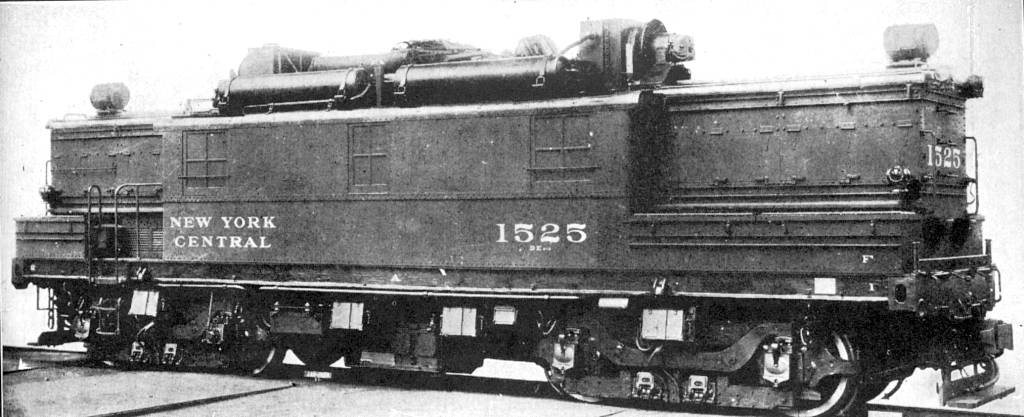
Prototyp 1525 der NYC

Für den Rangierbetrieb auf elektrifizierten wie auch nicht elektrifizierten Gleisen lieferten ALCO und GE 1928 einen Prototyp an die New York Central Railroad (NYC) aus, der dort die Betriebsnummer 1525 erhielt. Von den folgenden Serienmaschinen unterschied er sich durch einen Mittelführerstand. Nach seiner erfolgreichen Erprobung baute ein Konsortium aus vier Firmen 40 Lokomotiven, deren Aufbauten jedoch entsprechend den ALCO boxcabs zwei Endführerstände aufwiesen. Von ALCO stammten der Rahmen, der Kasten und das Fahrwerk, von GE der Generator, die Fahrmotoren und die elektrische Anlage. Ingersoll Rand lieferte den Dieselmotor und die Electric Storage Battery Company die Batterien.
Vorwiegend wurden die Lokomotiven im innerstädtischen Bereich verwendet, wo z. B. auf in Fabrikhallen führenden Gleisen ein abgasfreier Betrieb verlangt wurde. Die meisten Maschinen bestellte die New York Central Railroad und setzte sie in New York City auf der West Side Line und der High Line ein. Auch in Detroit und Boston liefen Lokomotiven dieses Typs. Für die Rock Island Railroad in Chicago leistete eine solche Lok in der LaSalle Street Station Rangierdienst.
In den 1960er und 1970er Jahren wurden die GE three-power boxcabs abgestellt und anschließend verschrottet.

## Beschreibung
Die GE three-power boxcabs waren regelspurige Lokomotiven mit der Achsfolge Bo’Bo’. Die 115,7 t schweren Maschinen hatten vier Fahrmotoren des Typs GE-286-B, die ihren Strom von Batterien erhielten. Diese wurden ihrerseits über einen Generator, der von einem Dieselmotor angetrieben wurde, mit einer Gleichspannung von 600 V geladen. 34 dieser Loks konnten den Strom auch direkt aus einer seitlichen Stromschiene beziehen, zwei Maschinen aus einer 3000 V Gleichspannung führenden Oberleitung.
Der Sechszylinder-Viertakt-Dieselmotor leistete 224 kW. Er wurde für das Laden der Batterien verwendet, da jene nicht über die 600-Volt-Stromschienen geladen werden konnten. Die Höchstgeschwindigkeit der Loks lag bei 64 km/h; jedoch liefen sie im Stromschienenbetrieb mit maximal 31 km/h, im Batteriebetrieb mit 14 km/h.